# Eucriotettix spinilobus
Eucriotettix spinilobus är en insektsart som först beskrevs av Hancock, J.L. 1904.  Eucriotettix spinilobus ingår i släktet Eucriotettix och familjen torngräshoppor. Inga underarter finns listade i Catalogue of Life.